# Ben Vollbrecht
Ben Vollbrecht (* 24. August 1987 in Berlin als Inga Vollbrecht) ist ein deutscher Volleyballspieler. Vor einer Geschlechtsangleichung spielte er in der Frauen-Bundesliga.

## Karriere
Nach dem Lesen einer Zeitungsanzeige, in der Werbung für den Volleyballsport gemacht wurde, begann Vollbrecht seine Karriere beim SC Eintracht Innova Berlin. Als Mitglied dieses Vereins gewann er im Alter von dreizehn Jahren mit der Berliner Landesauswahl den Bundespokal der Mädchen C. Anschließend wechselte er zum Marzahner VC und später zur SG Rotation Prenzlauer Berg, die in der Saison 2003/04 Meister der Zweiten Liga Nord wurde. Anschließend ging der Schüler zum VC Olympia Berlin, der in der Saison 2004/05 in der ersten Bundesliga spielte. Mit dem Aufsteiger Köpenicker SC schaffte der Mittelblocker in der Saison 2005/06 den Klassenerhalt in der höchsten deutschen Spielklasse. 2006 wechselte der Juniorennationalspieler zu den Roten Raben Vilsbiburg. In diesem Jahr wurde er auch in den Kader der Nationalmannschaft eingeladen. Bei den Niederbayern spielte er ein Jahr in der ersten und zwei Jahre in der zweiten Liga. 2009 ging er zum SV Lohhof. In der ersten Saison stieg die Mannschaft mit Vollbrecht aus der Bundesliga ab, aber anschließend gelang der sofortige Wiederaufstieg aus der Zweiten Liga Süd. In den folgenden Jahren arbeitete Vollbrecht in Lohhof auch als Trainer und im Management. In der Saison 2012/13 spielte er beim Zweitligisten NawaRo Straubing und war dort vorübergehend auch als Spielertrainer aktiv. Anschließend kehrte er zurück zum SV Lohhof. Dort verstärkte er zunächst die zweite Frauenmannschaft in der Dritten Liga und spielte ab 2014 wieder für die erste Mannschaft in der zweiten Bundesliga.
Ben Vollbrecht spielte 2016/17 als Zuspieler in der Landesliga-Männermannschaft des SV Lohhof.

## Privates
Von 1993 bis 1999 besuchte Vollbrecht die Zille-Grundschule in Berlin. Anschließend verbrachte er zwei Jahre auf der Oberschule am Elsengrund, ehe er von 2001 bis 2006 seine schulische Ausbildung am Coubertin-Gymnasium fortsetzte. In den letzten beiden Jahren seines Aufenthalts in Vilsbiburg absolvierte er eine Ausbildung zum Sport- und Fitnesskaufmann.
2013 sah Vollbrecht eine TV-Reportage über Transmenschen und kam in Kontakt mit dem Verein TransMann. Dadurch ermutigt, entschied er sich für eine Geschlechtsangleichung, die er 2015 begann. Seit 2016 ist seine Namens- und Personenstandsänderung amtlich.